# وقاية من الحريق

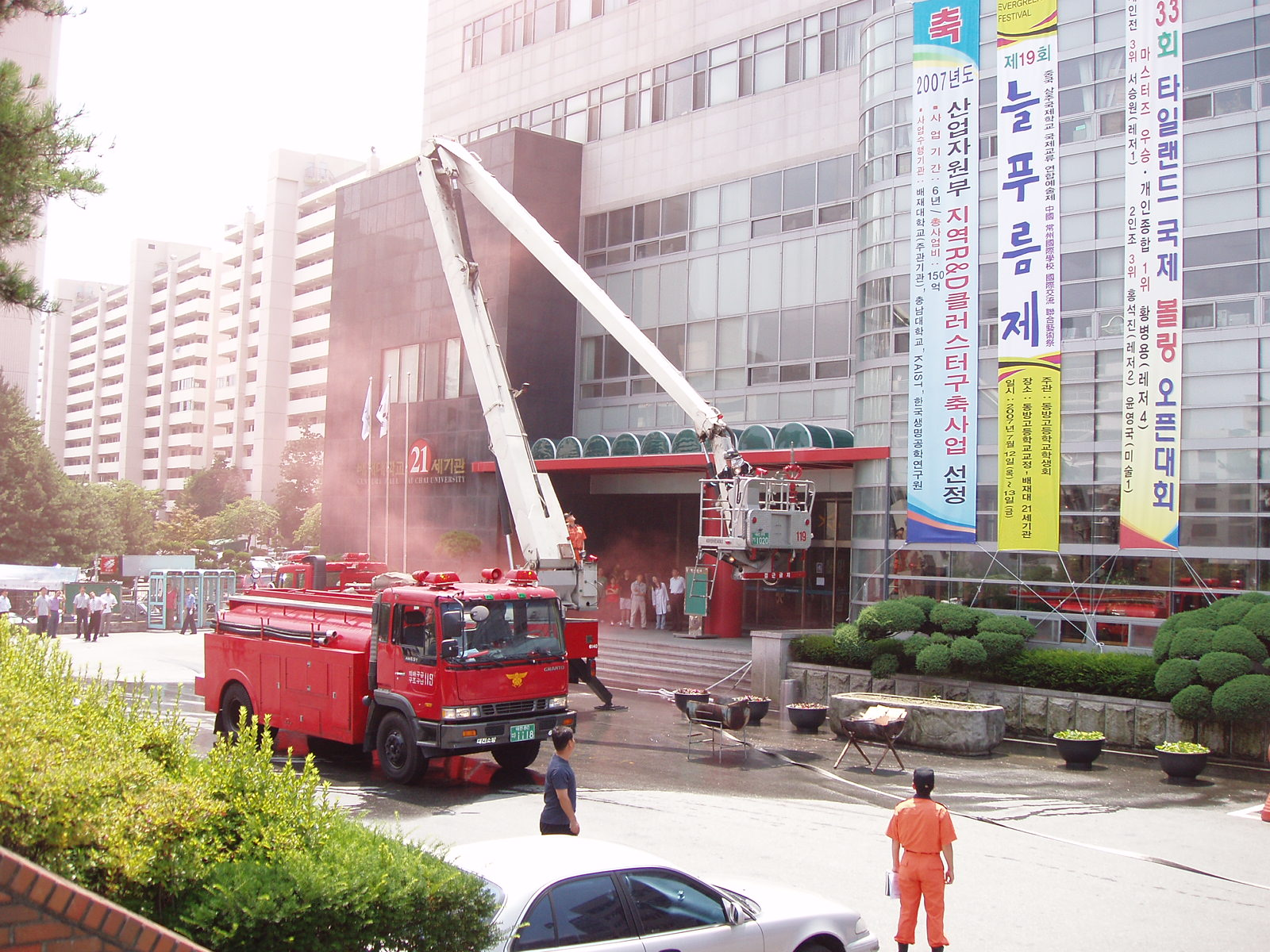
قوات مكافحة الحريق يقومون بواجبهم.

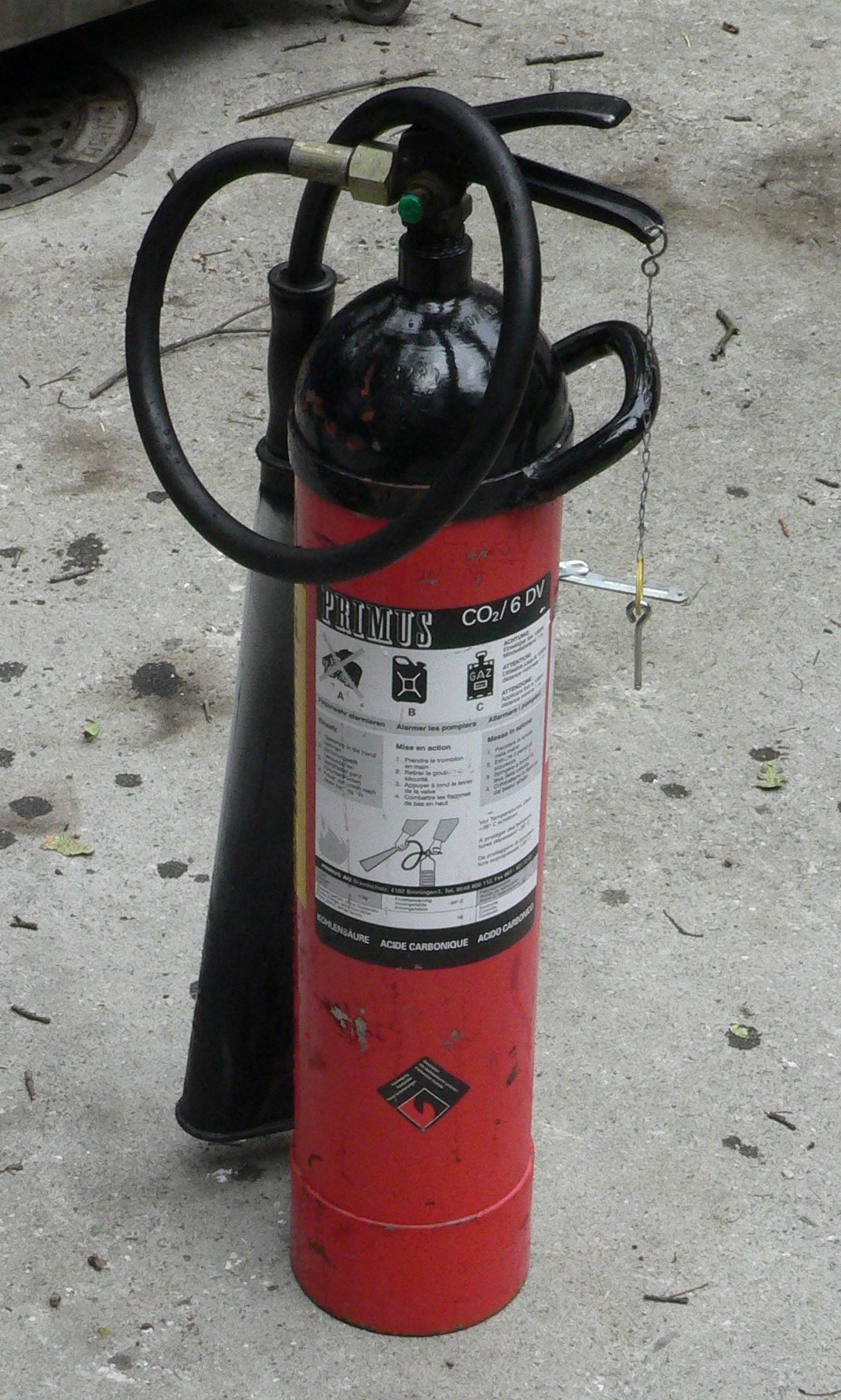
أنبوبة إطفاء للنار تحتوي على ثاني أكسيد الكربون.

الوقاية من الحريق هي تعليمات ووصايا عن طرق الوقاية من الحريق سواء من جهة تصميم البناء المناسب للوقاية، وبصفة خاصة في الفنادق والمسارح، وطرق تفادي وقوع الحرائق، وكذلك طرق مقاومتها إذا ما شب الحريق سواء في المنازل أو المكاتب أو مواقع العمل. ووسائل الوقاية إما فعالة أو سلبية.

## اقرأ أيضا
- وقاية من الإشعاع